# Claretta
Claretta è un film del 1984 diretto da Pasquale Squitieri.
Il film ha partecipato alla 41ª Mostra internazionale d'arte cinematografica di Venezia. Per la sua interpretazione nel ruolo di Claretta Petacci, Claudia Cardinale è stata premiata col Nastro d'argento per la miglior attrice e col Premio Pasinetti alla Mostra del Cinema di Venezia.

## Trama
Una giornalista intenzionata a realizzare un film su Claretta Petacci, l'amante di Benito Mussolini, a causa delle molte reticenze e dello scarso materiale reperito si rivolge alla sorella di Claretta, Miriam, per avere lumi. La donna le racconta così la storia della sorella Claretta. In seguito alla seduta del Gran Consiglio del Fascismo della notte tra il 24 e il 25 luglio 1943 che portò alla caduta del governo fascista e all'arresto di Mussolini, Claretta e la sua famiglia lasciano Roma e si trasferiscono al nord. Qui vengono arrestati dai carabinieri e rinchiusi nel carcere di Novara mentre Marcello, il fratello di Claretta, è agli arresti a Roma in un ospedale militare. Liberati dai tedeschi, i vari membri della famiglia Petacci si riuniscono e si trasferiscono in una villa a Gardone, non lontano dalla residenza di Mussolini e dalla sede del governo repubblicano a Salò. Chiamata da Mussolini che la vuole accanto a sé, Claretta decide di non mettersi in salvo con la famiglia per restare invece accanto all'uomo amato. Verranno entrambi fucilati dai partigiani il 28 aprile 1945.

## Riconoscimenti[3]
- 1984 - Mostra internazionale d'arte cinematografica di Venezia : 
  - Premio Pasinetti per la miglior attrice a Claudia Cardinale
  - Nomination Leone d'oro a Pasquale Squitieri
- 1985 - Nastro d'argento
  - Miglior attrice protagonista a Claudia Cardinale
- 1985 - Globo d'oro
  - Miglior attrice a Claudia Cardinale